# Sancho Juanes
Sancho Juanes (? - c. 1134),  fue un noble aragonés del siglo XII considerado uno de los miembros más destacados de la aristocracia militar aragonesa durante el reinado de Alfonso I.

## Biografía
Sancho fue uno de los hermanos de Galindo Juanes, tenente de Alquézar y destacado dirigente en el sector sudoriental del reino. Hacia 1110 Sancho consta como cotenente de la localidad junto a sus hermanos Galindo y Fortuño. Se trataba de un sector de la frontera entonces en plena disputa con los musulmanes, a los que el reino de Aragón les había arrebatado recientemente Tamarite de Litera, que aparece entre las tenencias de los Juanes.
A pesar de este cargo, desde 1112 es mencionado junto a la hueste real en las guerras entre Alfonso I y su mujer, Urraca I de León. Significativamente consta al mando de Sahagún, plaza donde fue el hombre fuerte del rey durante las revueltas burguesas. En dichas revueltas los burgueses de la localidad, enfrentados al monasterio que apoyaba a la reina, recibieron el respaldo del rey Alfonso I a través de Sancho siendo su actuación mencionada, bajo el nombre de Sanchianes, en las Crónicas Anónimas de Sahagún. En 1113 fue cercado en Cea, durante la ofensiva de la reina en enero de ese año.
Hacia 1115 Sancho remplazó a Fortún Garcés de Biel como tenente de la entonces capital, Huesca. Ocuparía el cargo hasta 1134, siendo uno de los más destacados dirigentes de la oligarquía oscense. Compatibilizó esa tenencia con otras en el corazón del reino, como la de Alquézar donde sigue constando junto a su hermano hasta 1124, la de Boltaña donde aparece al menos de 1120 a 1127, o la de Tena, donde es mencionado de 1125 a 1129. Se conoce igualmente una mención su dominio en Loarre y Bolea en 1134, si bien Federico Balaguer consideró el documento de autenticidad sospechosa, dado que Pere Petit consta hasta 1133 y su hijo Pedro aparece ya en 1134.
Como uno de los grandes magnates del reino, consta igualmente junto al rey en diversos episodios como su testamento durante el asedio de Bayona de 1131 o su campaña final en Fraga (1133-1134). En esa misma campaña consta una donación del rey a un noble de menor categoría, García Calvo de Sardassa, gracias a la intercesión de Sancho Juanes. La derrota aragonesa en la batalla de Fraga y la aparición en 1134 de un nuevo senior en Huesca tras la misma han hecho a algunos autores suponer que murió en esta campaña. 
Sancho Juanes había tenido al menos un hijo, Sancho Sanz, que confirma con él un documento poco antes de su muerte.